# Buftea
Buftea este un oraș în județul Ilfov, Muntenia, România, format din localitatea componentă Buftea (reședința), și din satul Buciumeni. Localitatea se află în vecinătatea nord-vestică a municipiului București, fiind un oraș-satelit al Capitalei. Conform recensământului din anul 2011, Buftea are o populație de 22.178 de locuitori, fiind al treilea centru urban al județului Ilfov din punct de vedere demografic, după Voluntari și Pantelimon. Localitatea a primit statutul de oraș în anul 1968, fiind singurul oraș din fostul sector agricol Ilfov și cel mai vechi oraș din actualul județ Ilfov.
Buftea este compusă din șapte cartiere (Centru, Studio, Bucoveni, Flamânzeni, Atârnați, Oțetărie și Săbăreni-Gară) și localitatea aparținătoare Buciumeni.

## Geografie
Localitatea Buftea se află în câmpia Vlăsiei, în lunca râului Colentina, la 20 km nord de București și la 40 km sud de Ploiești. Orașul este străbătut de șoseaua națională DN1A care leagă orașul de Ploiești și de București (cartierul Bucureștii Noi). La Buftea, din acest drum se ramifică spre sud-vest șoseaua județeană DJ602, care duce la Chitila (unde se intersectează cu DN7) și mai departe la Săbăreni (județul Giurgiu) apoi înapoi în județul Ilfov la Ciorogârla, Domnești și București (zona Prelungirea Ghencea); și spre est șoseaua județeană DJ101, care duce spre Balotești (unde se intersectează cu DN1), Moara Vlăsiei, Grădiștea și mai departe în județul Ialomița la Fierbinți-Târg, Dridu și Jilavele (unde se termină în DN1D.
Prin oraș trece calea ferată București–Ploiești, pe care este deservită de stația Buftea.

## Istorie
Orașul Buftea se află așezat în partea de nord-vest a județului Ilfov, la 20 km nord de București, în Câmpia Vlăsiei, fiind străbătut de la nord la sud de râul Colentina, cu o salbă de lacuri și fiind înconjurat de o perdea deasă de păduri rămase aici mărturie a vechiului codru al Vlăsiei.
Malurile sinuoase ale Colentinei au adăpostit din cele mai vechi timpuri numeroase așezări omenești favorizate de condițiile naturale ale acestei zone. Datorită cercetărilor arheologice s-a dovedit continua și intensa locuire umană. S-au descoperit: o vatră de locuire paleolitică, o așezare neolitică, 8 așezări din epoca bronzului, 4 din epoca fierului, 12 din secolele al III-lea –a l IV-lea, 2 din secolele al VI-lea – al VII-lea și 5 din secolele al IX-lea – al XI-lea. 		
Ca urmare a cercetărilor efectuate a fost identificată cea mai veche așezare de pe teritoriul actual al orașului Buftea, satul medieval Mănești de pe râul Colentina — așezare atestată încă din perioada lui Mircea cel Bătrân - menționată pentru prima oară într-un hrisov dat de Alexandru al II-lea Mircea la 15 iunie 1577 prin care Domnul dăruia satul „cu tot hotarul” după ce îl moștenise de la bunicul său Mihnea.
Buftea, devenit oraș prin Hotărârea Consiliului de Miniștri nr. 1113 din 27 mai 1968, este menționat pentru prima dată în hrisoavele vremii la 20 iulie 1752. Noua localitate cuprinsă în documente era continuatoarea satului Mănești.
Locuitorii orașului au participat la războiul de independență al României din 1877-1878 (în timpul căruia în satul Buftea a funcționat un spital pentru răniți, deschis de prințesa Maria Alexandru Știrbei), precum și la Primul Război Mondial, numele celor morți atunci fiind scrise pe Monumentul Eroilor din centrul orașului.
La sfârșitul secolului al XIX-lea, satele Buftea și Bucoveni făceau parte din comuna rurală Bucoveni din plasa Snagov a județului Ilfov, împreună cu satele Atârnați, Buciumeni, Flămânzeni, Chitila, Mogoșoaia și Odăile, care totalizau 3157 de locuitori ce trăiau în 653 de case și 5 bordeie. În comună funcționau 2 mori de apă, 4 mașini de treierat cu aburi, 4 școli cu 74 de elevi (dintre care 26 de fete) și 4 biserici.
Datorită Prințului Barbu Știrbei, s-a realizat Fabrica de Conserve (1903), Fabrica de Vată (1900), Școala profesională (1902), Liceul (1924) opera lui Toma T. Socolescu, Biserica Sfânta Varvara (1934), Ateneu Popular (1934), Biblioteca Populară (1924).
La Buftea s-a semnat Tratatul Preliminar de Pace între România și Puterile Centrale la 5-18 martie, pe baza căruia încep la București la 9-22 martie tratativele în vederea încheierii păcii. Parafarea tratatului preliminar a avut loc la Palatul lui Știrbei aflat pe Domeniul Știrbei din Buftea semnat de guvernul condus de Alexandru Marghiloman.
În 1925, comuna Bucoveni era reședința plășii Buftea-Bucoveni a aceluiași județ Ilfov și avea aceeași compoziție și o populație de 4799 de locuitori.
Până la sfârșitul perioadei interbelice, comuna se numea deja Buftea, fiind în continuare în 1938 reședință de plasă. În 1950, Buftea a trecut în subordinea raionului Răcari din regiunea București, din care a făcut parte până în 1968. Atunci, comuna Buftea a fost declarată oraș, format din localitățile Buftea și Buciumeni (satul Bucoveni fiind inclus în Buftea), devenind parte din județul Ilfov. În 1981, în urma unei reorganizări administrative a zonei, a trecut la Sectorul Agricol Ilfov din subordinea municipiului București, sector devenit în 1997 județul Ilfov.

## Demografie
Componența etnică a orașului Buftea
     Români (77,94%)
     Romi (1,21%)
     Alte etnii (0,41%)
     Necunoscută (20,44%)
Componența confesională a orașului Buftea
     Ortodocși (75,65%)
     Alte religii (2,83%)
     Necunoscută (21,51%)
Conform recensământului efectuat în 2021, populația orașului Buftea se ridică la 20.586 de locuitori, în scădere față de recensământul anterior din 2011, când fuseseră înregistrați 22.178 de locuitori. Majoritatea locuitorilor sunt români (77,94%), cu o minoritate de romi (1,21%), iar pentru 20,44% nu se cunoaște apartenența etnică. Din punct de vedere confesional, majoritatea locuitorilor sunt ortodocși (75,65%), iar pentru 21,51% nu se cunoaște apartenența confesională.
|  | Graficele sunt indisponibile din cauza unor probleme tehnice. Mai multe informații se găsesc la Phabricator și la wiki-ul MediaWiki. |

Date: Recensăminte sau birourile de statistică - grafică realizată de Wikipedia

## Administrație
Orașul Buftea este administrat de un primar și un consiliu local compus din 19 consilieri. Primarul, Gheorghe Pistol[*], de la Partidul Național Liberal, este în funcție din 2012. Începând cu alegerile locale din 2024, consiliul local are următoarea componență pe partide politice:
|  | Partid                    | Consilieri | Componența Consiliului | Componența Consiliului | Componența Consiliului | Componența Consiliului | Componența Consiliului | Componența Consiliului | Componența Consiliului | Componența Consiliului | Componența Consiliului | Componența Consiliului | Componența Consiliului |
|  | ------------------------- | ---------- | ---------------------- | ---------------------- | ---------------------- | ---------------------- | ---------------------- | ---------------------- | ---------------------- | ---------------------- | ---------------------- | ---------------------- | ---------------------- |
|  | Partidul Național Liberal | 11         |                        |                        |                        |                        |                        |                        |                        |                        |                        |                        |                        |
|  | Partidul PRO România      | 3          |                        |                        |                        |                        |                        |                        |                        |                        |                        |                        |                        |
|  | Alianța Dreapta Unită     | 3          |                        |                        |                        |                        |                        |                        |                        |                        |                        |                        |                        |
|  | Partidul Social Democrat  | 2          |                        |                        |                        |                        |                        |                        |                        |                        |                        |                        |                        |

În domeniul administrației publice, în orașul Buftea funcționează un tribunal cu parchet, 3 birouri notariale, 2 birouri de executori judecătorești, precum și sediul administrației publice locale.
Pentru sănătate și asistență socială orașul Buftea dispune de 1 policlinică, 1 spital cu 100 paturi (fostul spital orășenesc „Dr. Maria Burghele”, devenit în 2011 secție a Spitalului Județean Ilfov), 1 stație de ambulanță, 7 dispensare, 5 farmacii, 1 centru de combatere a violenței domestice, 1 centru de îngrijire la domiciliu, 1 centru de permanență medicală, 1 creșă și o fundație pentru protecția copilului aflat în dificultate.

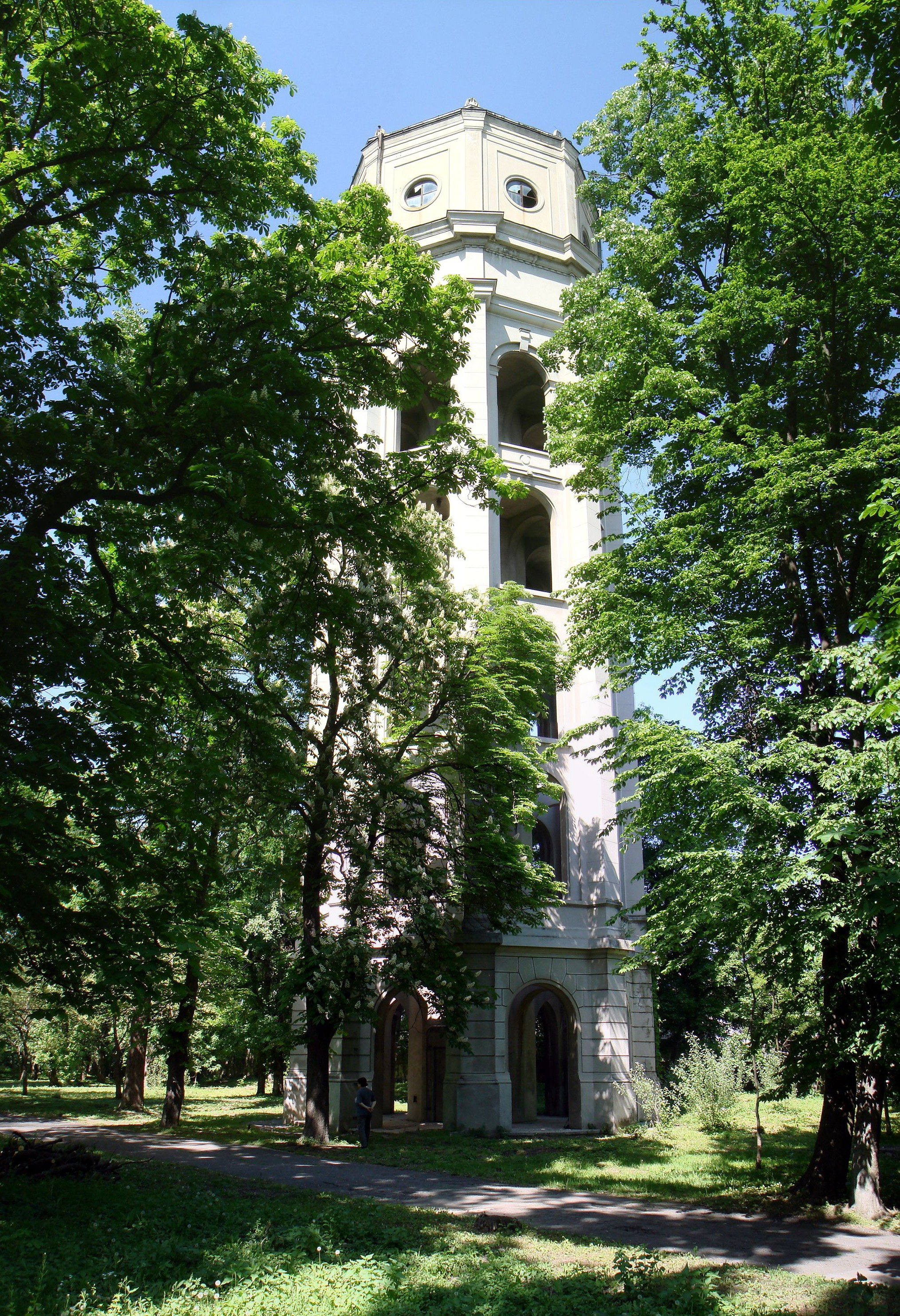
Castelul de apă din parcul palatului Știrbei

## Cultură
Pe malul lacului Buftea se află Studiourile cinematografice Buftea, la care s-au produs de-a lungul timpului mai multe filme românești, și care acum este în proprietatea trustului MediaPRO.

## Monumente istorice
În Buftea se află ansamblul fostului palat Știrbei, datând de la jumătatea secolului al XIX-lea, monument istoric de arhitectură de interes național. El cuprinde palatul propriu-zis, capela, parcul, turnul de apă și pavilionul de poartă. Palatul a reprezentat locul de reședință al lui Barbu Știrbei, fost domnitor al Valahiei. În capela familiei Știrbei, aproape de castel, regizorul Francis Ford Coppola a filmat câteva scene din filmul „Dracula”.
În rest, în oraș mai există alte nouă obiective incluse în Lista monumentelor istorice din județul Ilfov. Șapte dintre ele sunt situri arheologice. Unul este monument de arhitectură — biserica „Sfinții Împărați” din localitatea Buciumeni, fostă biserică de curte ridicată în 1787. Crucea comemorativă ridicată în 1928 în memoria victimelor Primului Război Mondial este clasificată și ea ca monument de for public.

## Personalități născute aici
- Nicolae Grigore (n. 1983), fotbalist;
- Daniela Stanciu (n. 1987), atletă;
- Alina Eremia (n. 1993), interpretă de muzică.
- Mihai Aioani (n. 1999), fotbalist;
- Elisa Brătianu (n.1870– d.1957), aristocrat și personalitate politică;
- Daniela Druncea (n. 1990), cârmuitor de canotaj și gimnastă artistică;
- Dumitru Dumitrescu(1904–1984), inginer, membru al Academiei Române
- Nicolae Grigore (n. 1983), fotbalist;
- Constantin Lupulescu (n. 1984), șahist român;
- Barbu Știrbey (n.1872– d.1946), Prim-ministru al României în 1927